# Presqu’île (Lyon)

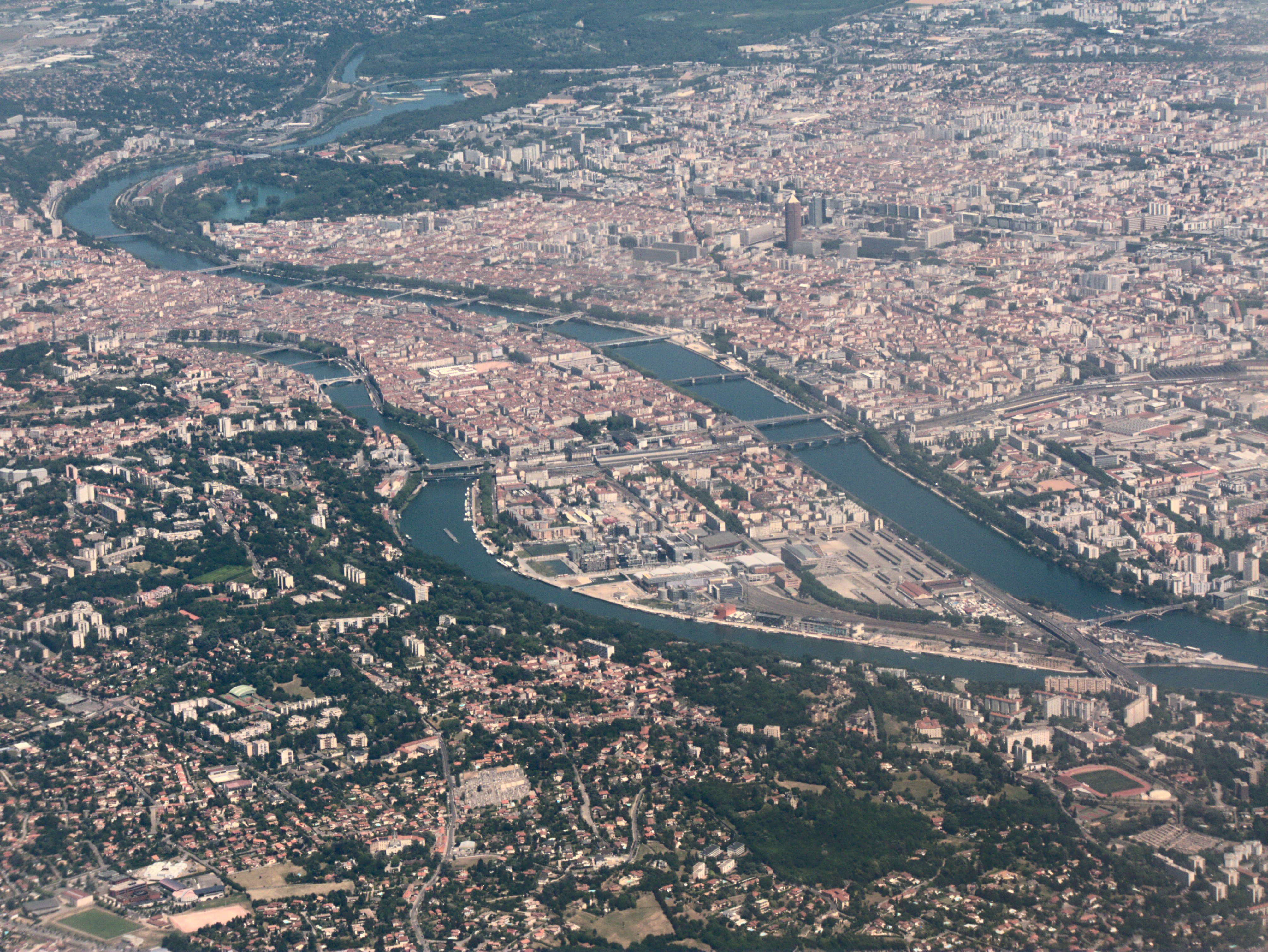
Luftbild der Presqu’île de Lyon von Süden

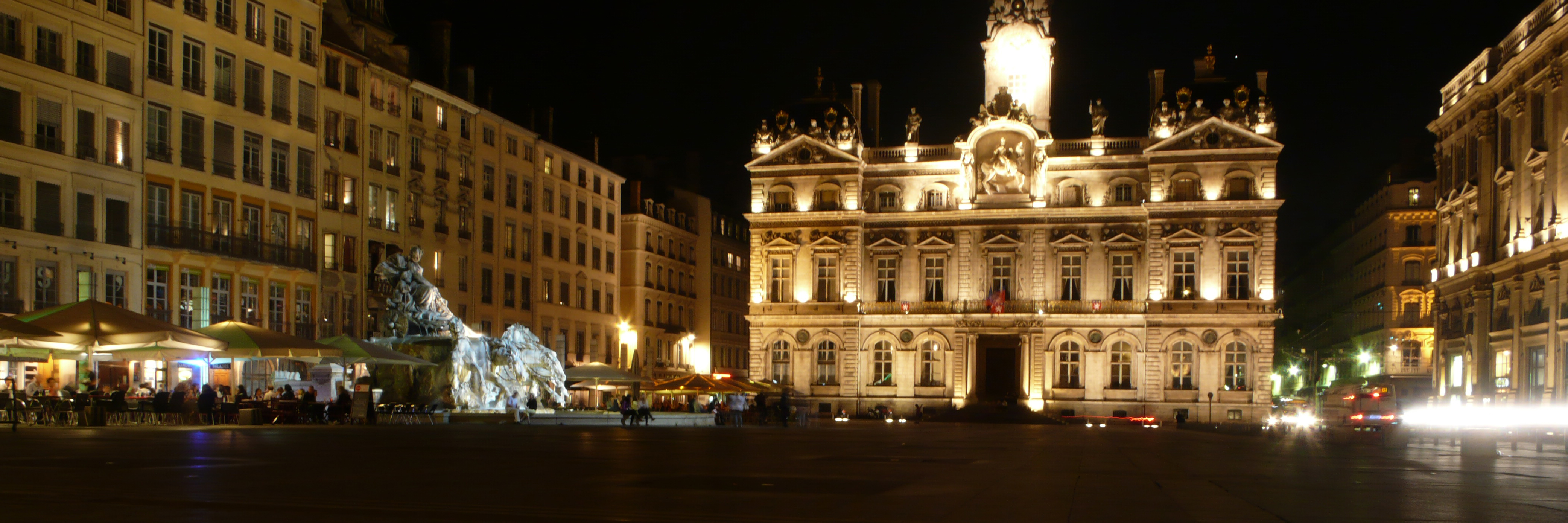
Der Place des Terreaux im Norden der Halbinsel

Die Presqu’île de Lyon (deutsch: „Halbinsel von Lyon“) ist ein Stadtviertel von Lyon und liegt im 1. und 2. Arrondissement von Lyon. Die Halbinsel ist 1999 in die Liste des UNESCO-Welterbe aufgenommen worden.

## Etymologie

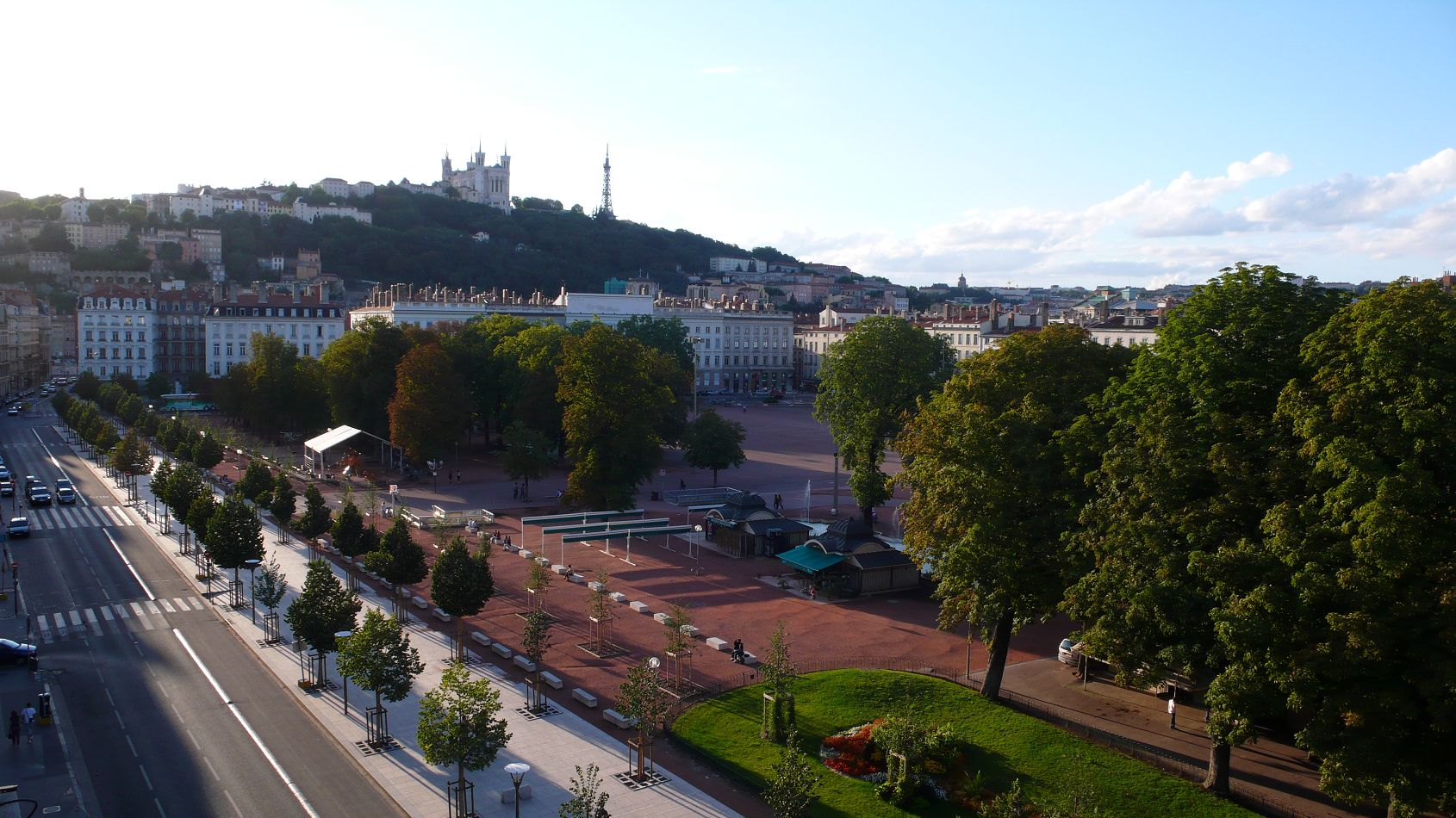
Der Place Bellecour

Der Platz wurde zu römischer Zeit Canabae oder Insel der Canabae, nach dem Lateinischen canaba (pl: canabae) genannt. Diese Bezeichnung benutzt man im Allgemeinen für ein römisches Stadtviertel, in dem sich die Handelsniederlassungen befinden. Der Handel in Lugdunum, dem antiken «Lyon», spielte sich vor allem am Fluss ab. So kam es, dass der Name Canabae mit dem Stadtviertel der Halbinsel verbunden wurde. Der Name wird durch zwei römische Inschriften belegt:
- Ein Steinblock an der Rue Clotilde-Bizolon im 2. Arrondissement: Dieser Sockel (1,69 m hoch, 0,7 m breit) wurde von Weinhändlern, die in diesem Canabae gewohnt haben, zu Ehren ihres Herrn errichtet.[1]
- Im November 1809 wurde in der Saône ein großes Fragment gefunden, auf dem zu lesen stand: «[-]ian[-] negotiatores v]inari(i) C[abanenses]» (die Weinhändler des Viertels von Canabae).[2]

Die Bezeichnung «presqu’île» ist erst seit 1546 in französischer Sprache belegt.

## Lagebeschreibung

### Geografie
Die Halbinsel ist von Nordsüdost nach Ostnordwest ausgerichtet und 4,5 km lang. Sie liegt zwischen den Stadtvierteln Terreaux, La Croix-Rousse und La Confluence. Sie ist durchschnittlich etwa 650 bis 700 Meter breit, wobei sie im Viertel La Confluence die maximale Breite von 830 m erreicht, die im Viertel Cordeliers nur 570 m beträgt. Sie wird im Westen von der Saône und im Osten von der Rhône umflossen. Die Halbinsel umfasst heute das Zentrum von Lyon, das Viertel Perrache und dehnt sich bis an die Hügel von La Croix-Rousse aus. Hier ist die längste Fußgängerstraße Europas: Rue de la République (Banken, zahlreiche Lebensmittelgeschäfte, Modeboutiquen, Kinosäle, Brauhäuser und Restaurants), Rue Mercière (im Zentrum der Halbinsel) und der Place Bellecour (einer der größten Plätze Europas mit vielen Veranstaltungen).

### Soziologie
Die Halbinsel ist in ihren verschiedenen Vierteln von unterschiedlicher Sozialstruktur gekennzeichnet. Man kann vier Zonen von Nord nach Süd unterscheiden:
- Die dicht besiedelten Viertel Saint-Nizier, Terreaux und Cordeliers
- Das Viertel der Jakobiner und sein goldenes Viereck, wo sich viele Boutiquen der Luxusklasse befinden. Der Place Bellecour ist ein Angelpunkt innerhalb der Organisation der Halbinsel.
- Im Viertel Ainay trifft sich traditionell das Bürgertum von Lyon um die Basilique Saint-Martin d’Ainay.
- Der Bahnhof Lyon Perrache bildet eine historische Grenze zum Viertel Perrache, das bis zum Ende des 20. Jh. vor allem ein Industrieviertel war.
- Schließlich noch das Viertel Sainte-Blandine und die Avenue Charlemagne. Dieses Viertel wird gegenwärtig nach dem Projekt „La Confluence“ umgestaltet.

## Hydrologie
Der Archäologie gelang es, dank der Ausgrabungen und mit Hilfe von Geografen, Geomorphologen und Sedimentologen, die Topographie durch die Jahrhunderte zu verfolgen:
- In der Bronzezeit war die Schwemmlandebene der Rhone stabil, wie die Spuren der Behausungen zeigen, die man am linken Ufer gefunden hat[4].
- Am Beginn der Eisenzeit (800 bis 450 v. Chr.) war die hydrologische Aktivität sehr groß: Das Vorhandensein von Kiesbänken, die am Fuß des Fourvière (heute das Viertel Saint-Jean) abgelagert wurden, zeigt, dass der Zusammenfluss sich nach Saint-Paul verschoben hat. Der Untergrund der Halbinsel zeigt große Kiesbänke, die durch 10 bis 20 m breite und ein bis zwei Meter tiefe Kanäle voneinander getrennt sind: In der Geomorphologie kennt man solche Verästelungen, die durch die ständige Verschiebung des Flusslaufs entstehen. - Die Halbinsel war demnach zu Beginn der Eisenzeit unbewohnbar.
- Im zweiten Teil der Eisenzeit (450 bis 50 v. Chr.) kündigte sich ein Wechsel an: Die Halbinsel war eine Ebene mit Überschwemmungen. Das Niveau wurde bei jeder Überschwemmung durch Sand und Schlick angehoben. Die Kanäle verfüllten sich allmählich. Die Rhone verlagerte sich nach Osten und die Saône verließ ihr Bett am Fuße des Fourvière und verlagerte es an die heute sichtbare Stelle. Die Halbinsel war entstanden. Der Zusammenfluss verlagerte sich nach Osten und stabilisierte sich im Süden des heutigen Viertels Ainay.
- Als die römische Siedlung ab 43 v. Chr. entstand, hatte die Halbinsel etwa die heutige Gestalt, außer dass die Wohnschneisen nicht mehr bei Hochwasser überschwemmt werden. Die Halbinsel war demnach erst ab dem 1. Jh. v. Chr. bewohnt[5][6].

## Geschichte

### Römerzeit
Die aktuelle Halbinsel entspricht etwa dem, was verschiedene Historiker île des Canabae nennen. Die Existenz der Halbinsel wird ab dem 1. Jh. v. Chr. bestätigt, obwohl bei jedem Hochwasser mehrere neue Inseln entstehen. Es ist wohl anzunehmen, dass die Halbinsel durch die Eingriffe der Bevölkerung, die sich entlang der Saône und Rhône angesiedelt hatte, entstanden ist. Es gibt viele Hypothesen zur topografischen Entwicklung der Halbinsel.

### Mittelalter
Im Mittelalter und in der Renaissance siedelten in der Rue Mercière, dem Herzen der Halbinsel, Kaufleute und Druckereien und sorgten für ein reges Leben. Im 21. Jh. haben sich hier vor allem Brauerei-Restaurants niedergelassen und sorgen für ein Fortbestehen der Anziehungskraft der Straße.

### Renaissance
Die Einkaufsachse der Halbinsel verläuft entlang der heutigen Straßen und Plätze Rue Mercière, Place des Jacobins (ehemals Place Confort), Rue Confort und Rue Bellecordière.

### Durchbruch im 19. Jahrhundert
Nach dem Vorbild von Paris und seinem großen Boulevard Haussmann hat man in dieser Epoche auch in Lyon die große Achse geschaffen: rue Victor Hugo und rue de la République (später rue Impériale).
Die Halbinsel ist mit der Hochebene des Croix-Rousse durch zwei Standseilbahnen verbunden: Funiculaire de la rue Terme von 862 und Funiculaire de Croix-Paquet (heute Ligne C du métro de Lyon) von 1891.

### 21. Jahrhundert
Die Halbinsel bildet im frühen 21. Jahrhundert das zentral gelegene Geschäftsviertel im historischen Herz der Stadt. Die Umsätze der Geschäfte der Halbinsel können sich mit denen des Handelszentrums von Part-Dieu (3. Arr.) messen.

## Sehenswürdigkeiten

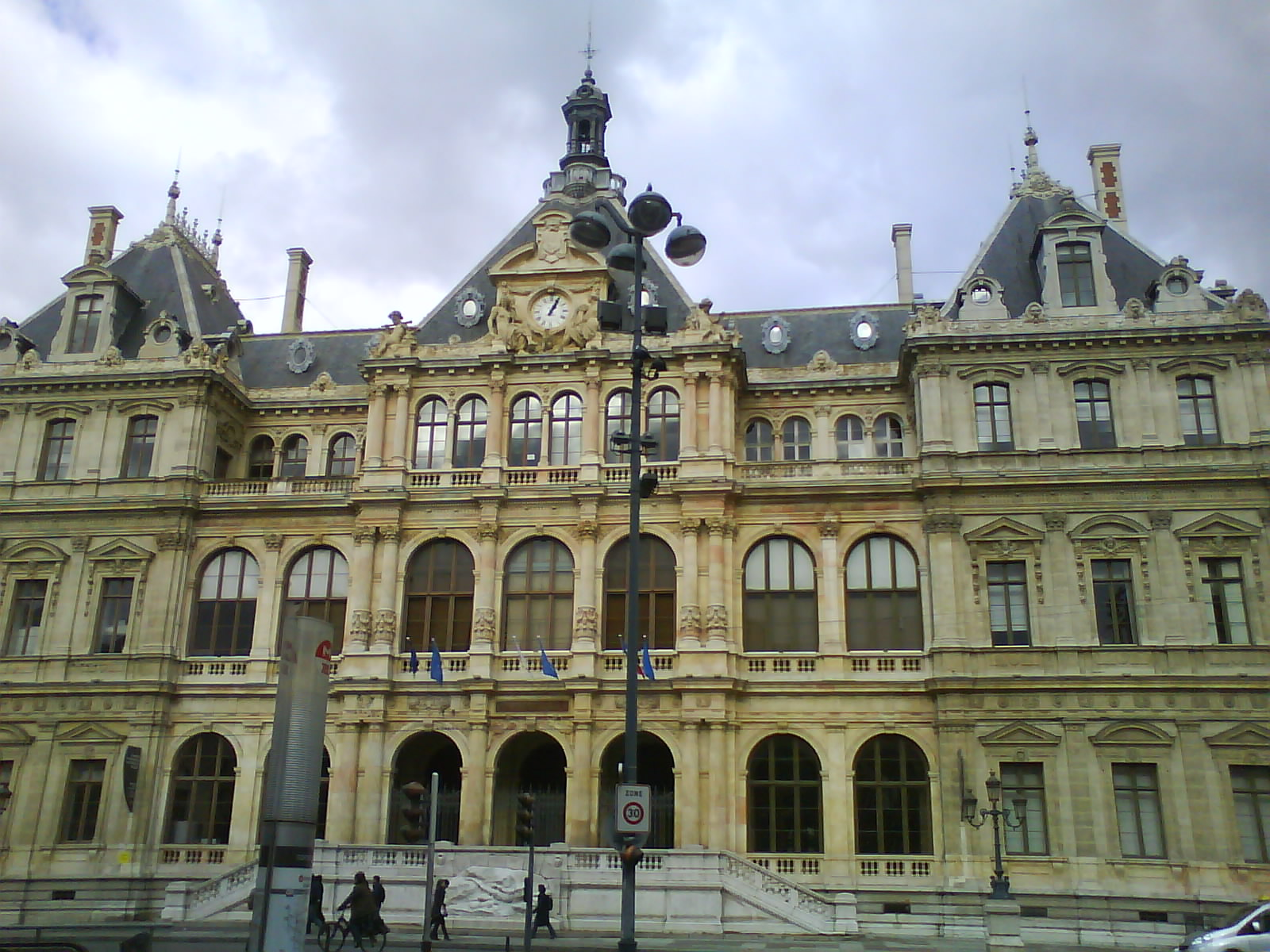
Palais de la Bourse im Viertel der Cordeliers
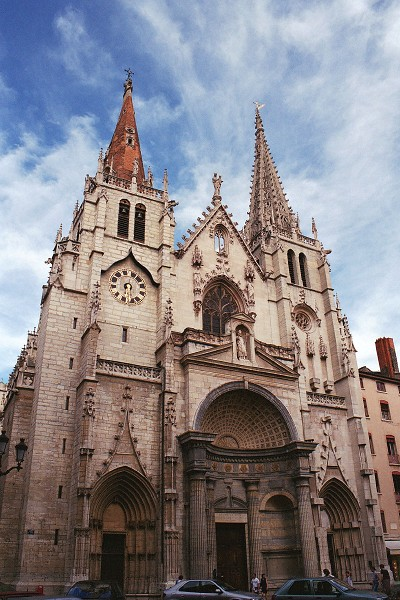
Église St-Nizier
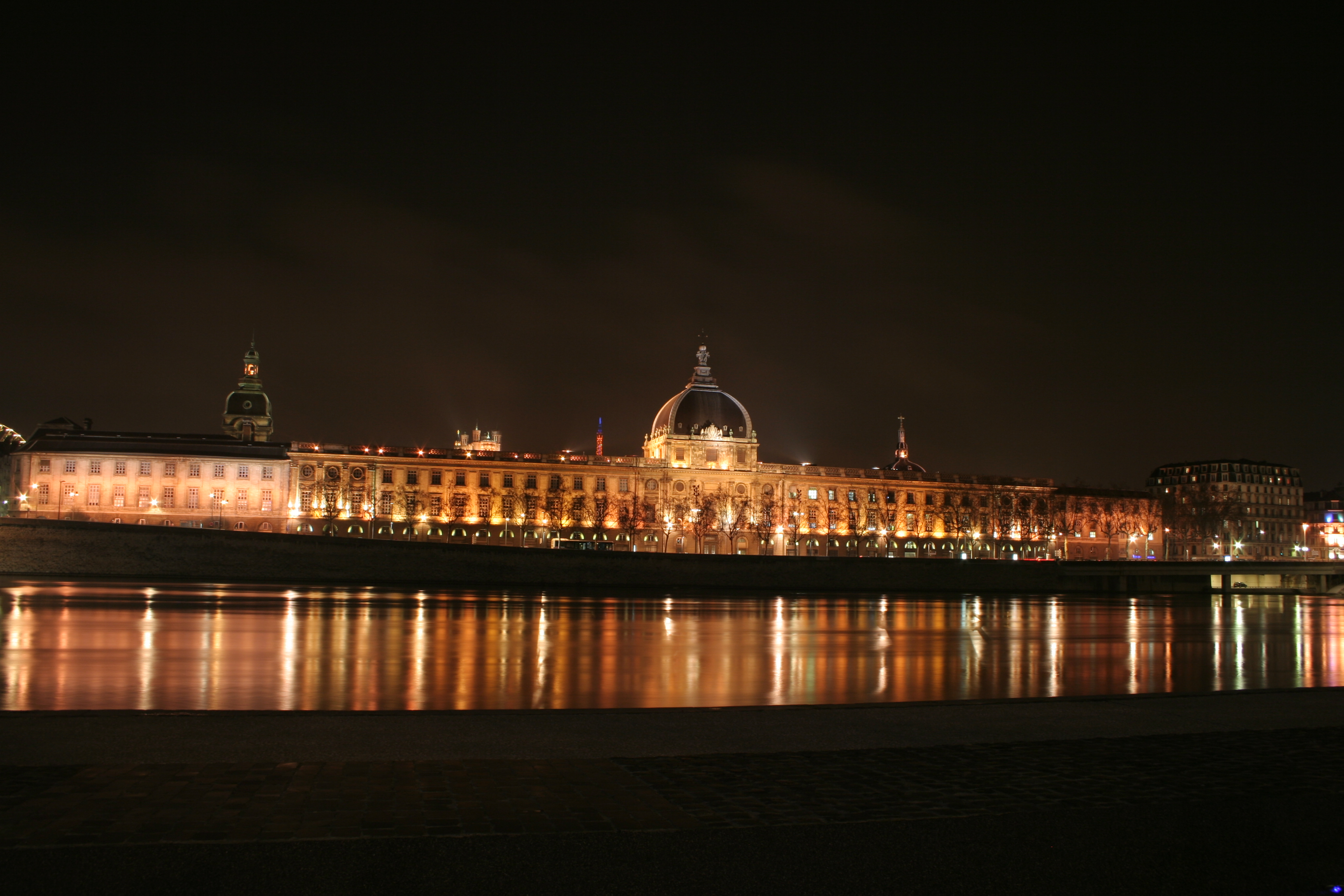
Hôtel-Dieu (Lyon), ehemaliges Krankenhaus (ehemaliges Hospital)
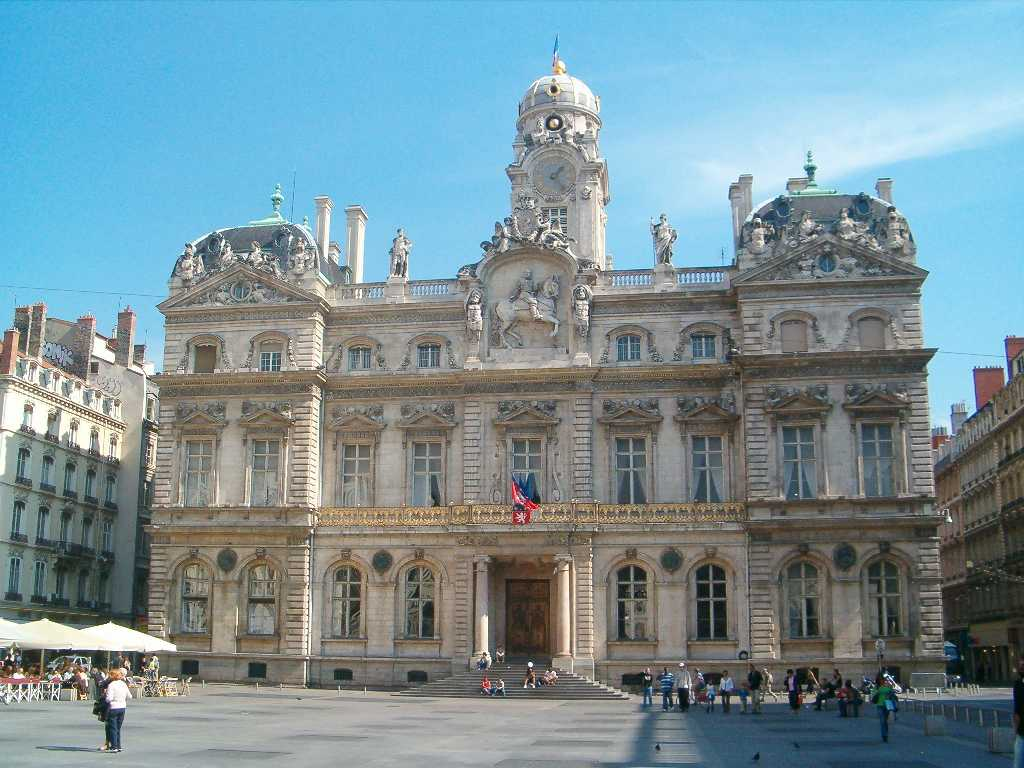
Rathaus
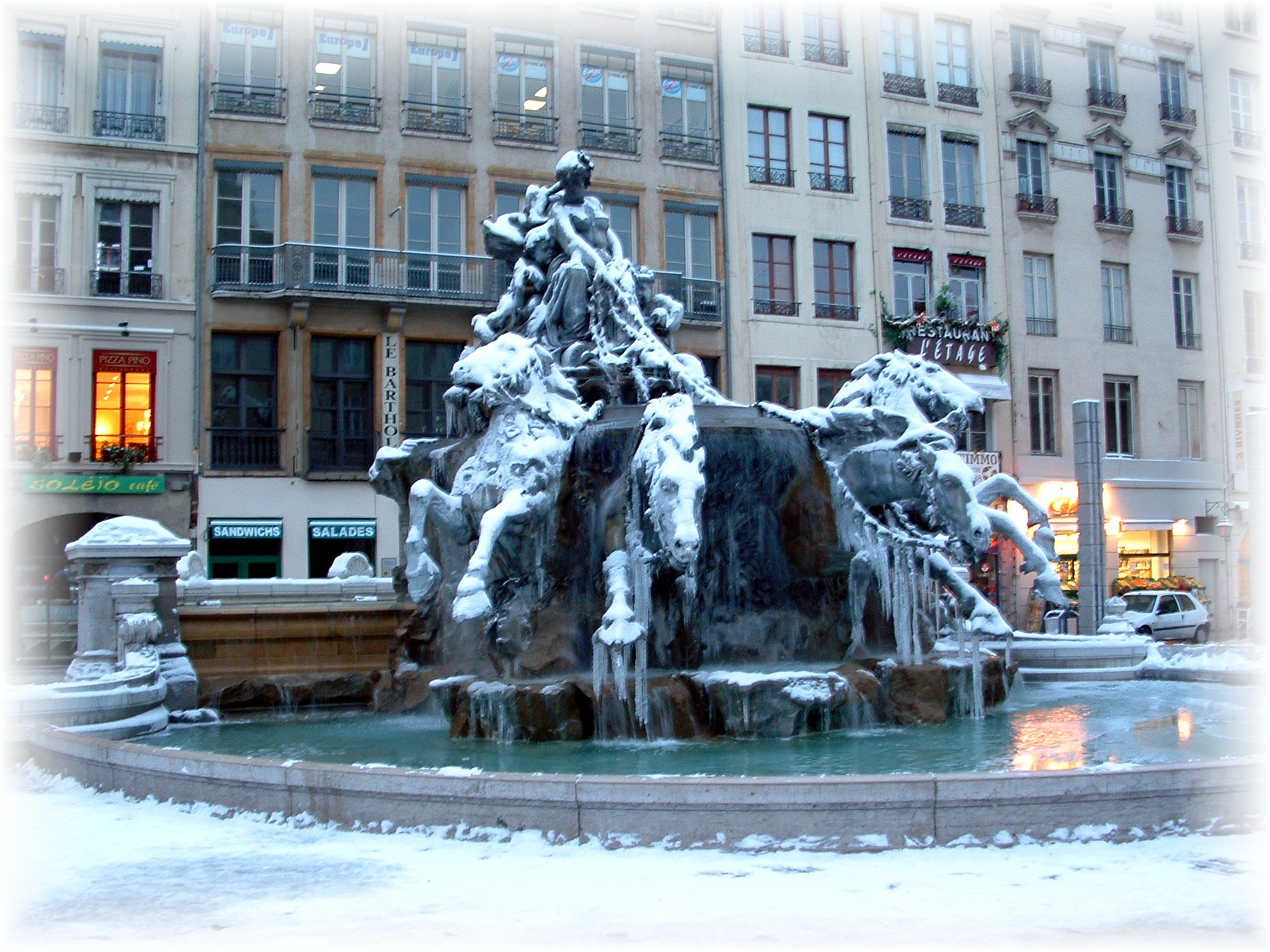
Fontaine Bartholdi auf der Place des Terreaux
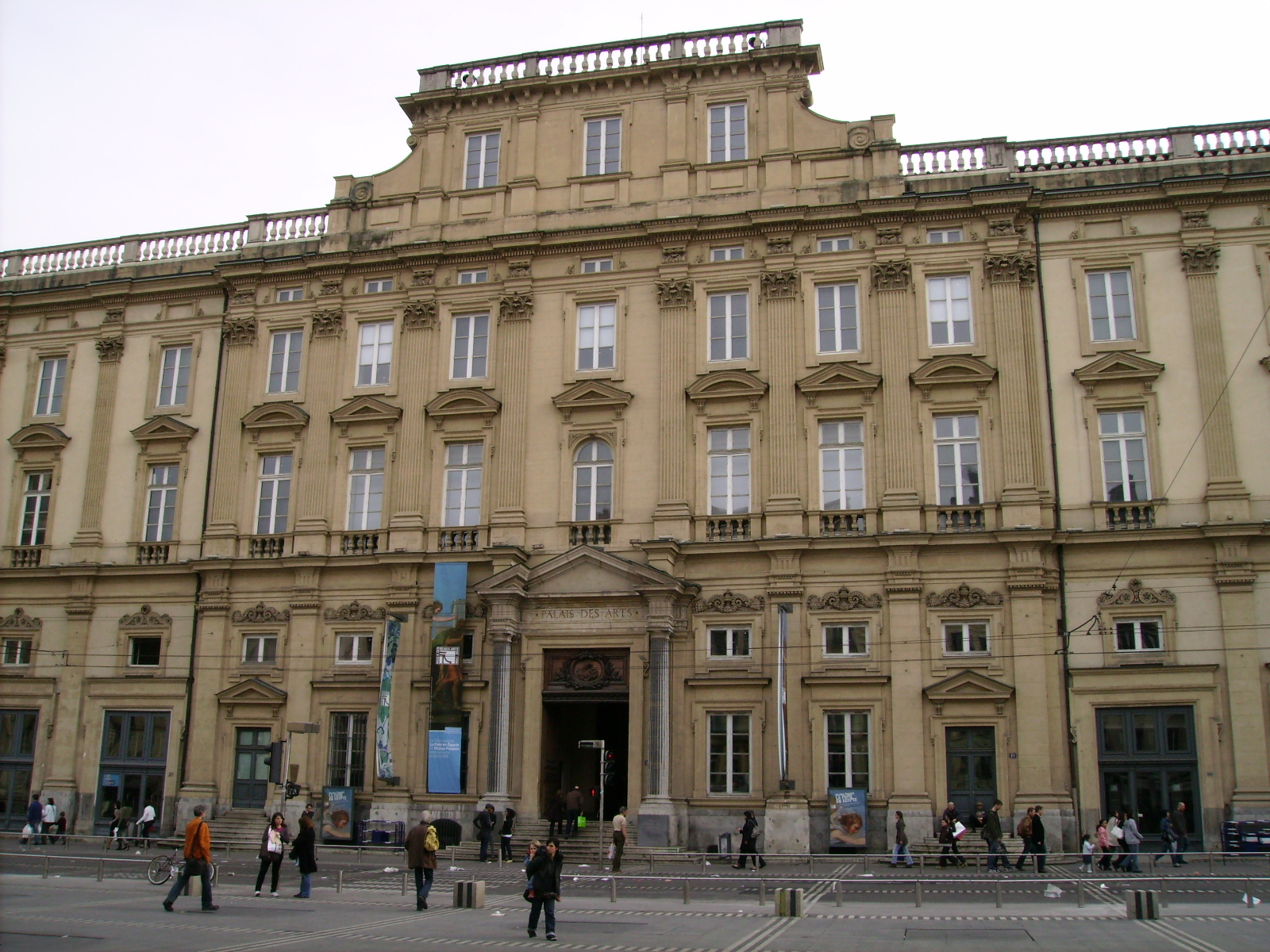
Musée des beaux-arts de Lyon, (Palais Saint-Pierre)

Die Halbinsel ist heute das eigentliche Zentrum von Lyon. Sie ist die städtische Fortsetzung der antiken Stadt, von Vieux Lyon (Mittelalter und Renaissance) mit seinen Renaissancestraßen (Rue Mercière), der großen Adern im Stil Haussmann, den Plätzen, den Stadtvillen und klassischen Bauwerken. Sie gehört zum UNESCO-Weltkulturerbe. Hier eine Zusammenstellung einiger bemerkenswerten Bauwerke:
- Basilika Saint-Martin d’Ainay
- Place Bellecour mit dem Reiterstandbild von Ludwig XIV. und einem Standbild von Antoine de Saint-Exupéry mit „dem kleinen Prinzen“
- Platz Antonin-Poncet
- Platz Carnot
- Hôtel-Dieu
- Theater der Célestins
- Börse von Lyon
- St-Bonaventure (Lyon)
- Église Saint-Nizier de Lyon
- Rathaus von Lyon und der Place des Terreaux
- Museum der Schönen Künste
- Oper

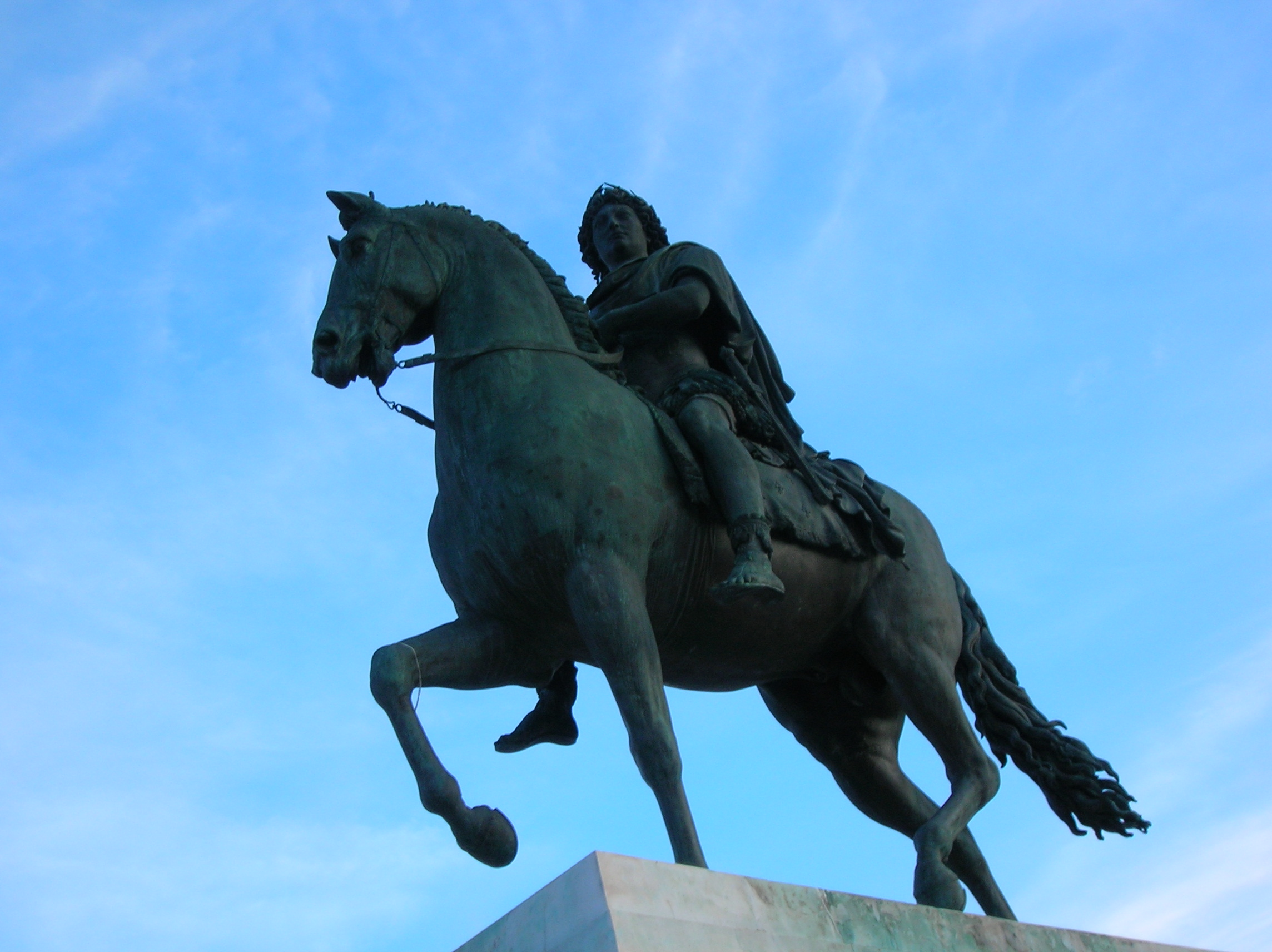
Standbild auf dem Place Bellecour von Ludwig XIV.
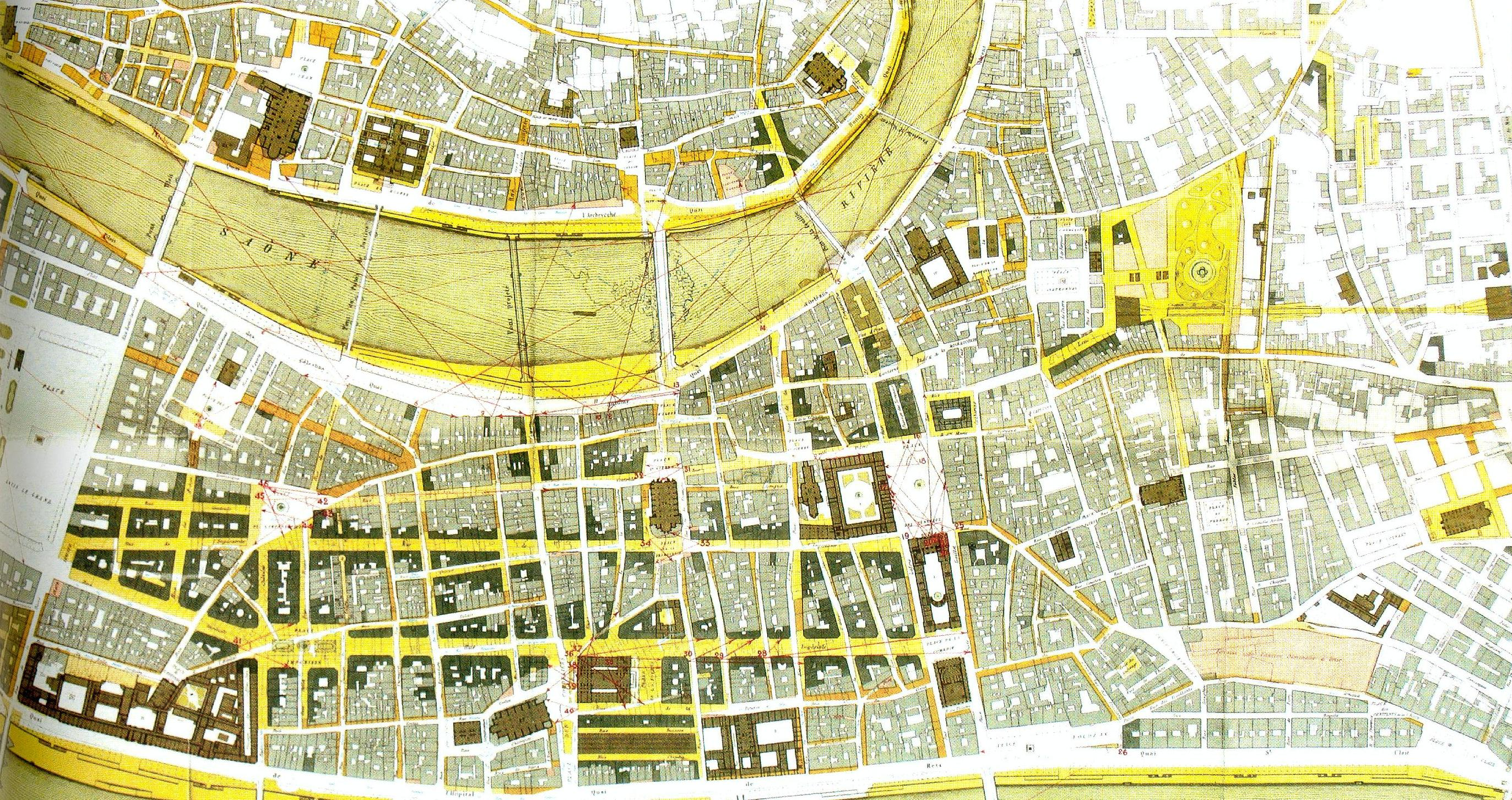
Plan zur Gestaltung der Halbinsel aus dem Jahr 1863
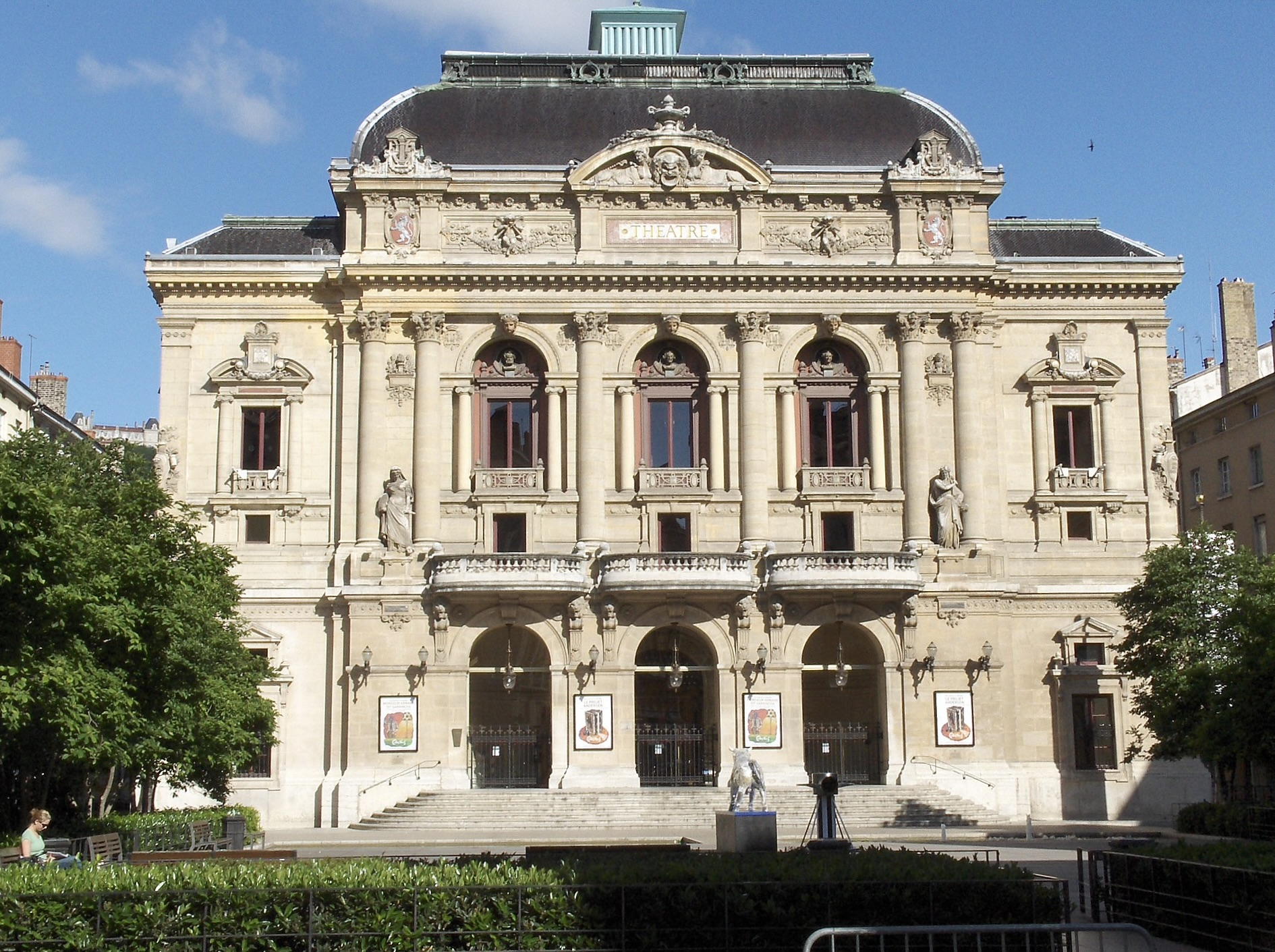
Theater der Célestins

## Verkehrsanbindung
Die Halbinsel ist vor allem durch die Metro leicht erreichbar.